# Chironomie (musique)
Ne doit pas être confondu avec Chirologie.
En musique, la chironomie est la direction des musiciens par des mouvements de mains, en particulier pour les chœurs. Le verbe grec χειρονομειν signifie « mouvoir les mains (ou les bras) en cadence ». 

## Histoire
Bien que la musique se soit longtemps transmise oralement, plusieurs manières de se souvenir puis de fixer les mélodies ont été élaborées au cours de l'histoire. En ce sens, la chironomie est l'intermédiaire entre la pure transmission orale et la notation écrite. 
En France, le terme chironomie apparaît en 1889 dans le premier numéro de Paléographie musicale. Il concerne alors l'origine des notations neumatiques.

### Antiquité
Des sculptures et peintures de l'Egypte antique ont permis de reconstituer la chironomie des Égyptiens, plus précisément les signes correspondant à certains degrés et rythmes. Pour Hans Hickmann (en), les Égyptiens ne se contentaient pas d'indiquer la direction de la mélodie (haut/bas) mais avaient un système précis de signes correspondant à différents intervalles et de rythmes. Parfois, le chironome a aussi le rôle de chanteur; les deux sont d'ailleurs représentés par le même hiéroglyphe,.
En Grèce antique, des gestes précis permettent au chef de chœur d'indiquer la mélodie aux choristes. Le mouvement ascendant ou descendant de la main indique si la note suivante était plus aiguë ou plus grave. La chironomie est alors considérée comme un art. Pour Xénophon, c'est « un art du mouvement comme la danse, mais qui en est distinct ». Par la suite, cette méthode est remplacée par une notation alphabétique des notes. 

### Moyen-Âge

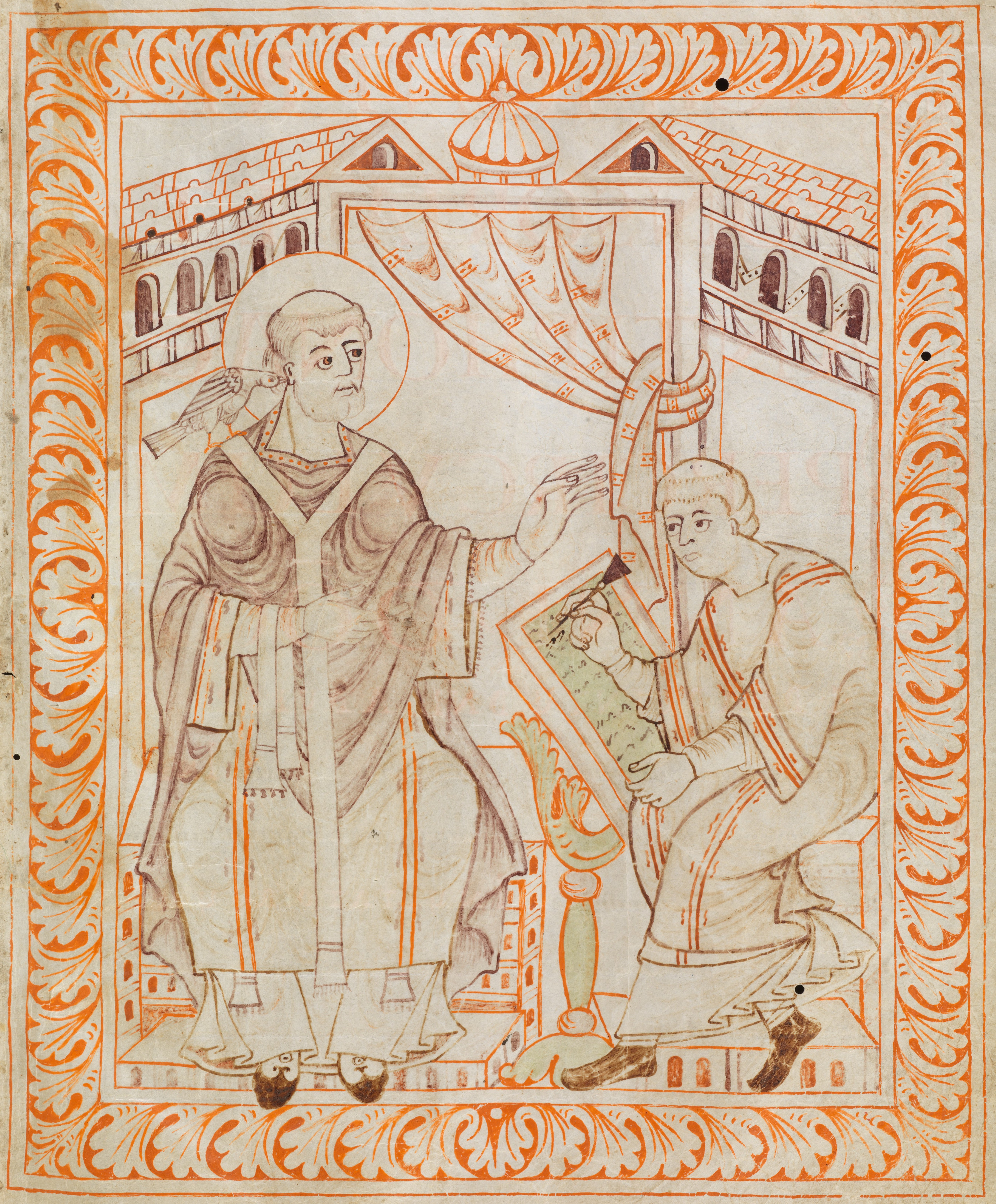
Saint Grégoire dicte les mélodies de l'antiphonaire au diacre Pierre en effectuant un geste chironomique, de la main gauche, afin de ne pas confondre avec la bénédiction (Antiphonaire de Hartker, XI^{e} s).

D'après quelques représentations, la chironomie occidentale au Moyen-Âge est plus simple que l'égyptienne. Elle serait un héritage de la chironomie profane en Rome antique, adapté au chant liturgique chrétien. On peut supposer que le préchantre indiquait avec sa main les montées et descentes de la mélodie, ainsi que le phrasé, les pauses, etc.

### Aujourd'hui
La chironomie est toujours pratiquée dans la direction des chœurs, notamment pour les chants grégoriens. Pour Hans Hickmann (en), les gestes actuels des chantres de l'Église copte égyptienne sont issus de la chironomie antique observée sur certains bas-reliefs.
Selon Alain Pâris, cette gestique est l'ancêtre de la direction musicale moderne, et la direction avec les mains restent la norme pour les chefs de chœurs. En revanche, pour diriger les orchestres, les chefs d'orchestre vont souvent utiliser une baguette (mais un certain nombre de chefs choisissent de diriger leur orchestre uniquement avec les mains).

### Note
1. ↑  En musique, chironomie se traduit par cheironomy. En rhétorique, chironomie se traduit par chironomia.